# Opération des Nations unies au Mozambique
L’Opération des Nations unies au Mozambique fut mise en place le 13 octobre 1992 par la Résolution no 782 du Conseil de sécurité pour assister la mise en œuvre des accords de paix signés entre le Président du Mozambique Joaquim Chissano et le président de la Résistance nationale du Mozambique (RENAMO), Afonso Dhlakama. Le mandat devait faciliter la mise en œuvre des accords, surveiller le respect du cessez-le-feu, superviser le retrait des forces armées étrangères, assurer la sécurité dans les corridors de transport, ainsi que superviser et fournir une assistance technique au processus électoral]. L'ONUMOZ opéra de décembre 1992 jusqu'au 9 décembre 1994.

## Décoration

### L'insigne de Médaille de l’Onumoz
Cette médaille est décernée en reconnaissance de 90 jours de service à compter de 1992.

### Le ruban
Le ruban est composé de cinq bandes vert pâle (5 mm), blanc (5 mm), bleu ONU (13 mm), blanc (5 mm) et vert pâle (5 mm).

### Photos

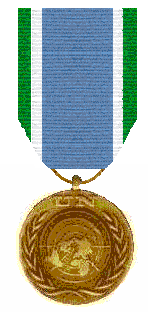
Médaille de l'ONUMOZ
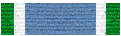
Ruban de la médaille